# University Press of Kansas
University Press of Kansas est un éditeur situé à Lawrence, au Kansas, qui représente les six universités d'État de l'État américain du Kansas : Emporia State University, Fort Hays State University, Kansas State University (K-State), Pittsburg State University, University du Kansas (KU) et de l'Université d'État de Wichita.   

## Histoire
La maison d'édition est créée en 1946, avec d'importantes réorganisations en 1967 et 1976. Aujourd'hui, elle fonctionne comme un consortium composé de représentants de chacune des universités participantes. La presse est située sur la partie ouest du campus KU. 

## Remarques
1. ↑   L'université Washburn, une université publique située à Topeka, est financée par la taxe sur la vente du comté et possède son propre conseil d'administration[1]. Elle n'est donc pas comptée parmi les universités d'État.